# Jørn Skov Nielsen
Jørn Skov Nielsen (* 27. April 1960 in Kopenhagen) ist ein dänischer Beamter.

## Leben
Jørn Skov Nielsen ist der Sohn des Direktors Palle Skov Nielsen (1929–2009) und seiner Frau Lotte Merete Rylov (* 1935). Er studierte Wirtschaftswissenschaften und wurde 1989 cand. polit. Direkt im Anschluss zog er nach Grönland, wo er als Bevollmächtigter bei der Regierung angestellt wurde. 1992 wurde er zum Bürochef befördert. Von 1995 bis 1997 war er Planungschef bei der KNI Holding und anschließend Wirtschaftschef der Arctic Umiaq Line. Am 30. Dezember 2000 heiratete er die Grönländerin Elisabeth Olsen (* 1959), Tochter von Amassa Olsen († 2001) und Malene Danielsen († 1984). Von 2000 bis 2002 war er Abteilungschef im Kabinettssekretariat. 2002 wurde er Abteilungschef des Rohstoffdirektorats und 2005 dessen Direktor. Von 2007 bis 2008 war er Experte für Rohstoffeinnahmen in der dänisch-grönländischen Selvstyrekommission. 2011 wurde er kommissarisch zum Departementschef des Ministeriums für Erwerb und Arbeitsmarkt ernannt, zu dessen Arbeitsbereich auch der Bereich Rohstoffe gehörte. 2012 übernahm er die Stelle fest. Er erteilte dem australischen Unternehmen Greenland Minerals 2011 eine Lizenz für den Abbau Seltener Erden mit Uran als Nebenprodukt am Berg Kuannersuit. 2013 später wurde unter ihm nach mehrjähriger Planung die Nulltoleranz für den Uranabbau abgeschafft. 2015 wurde das Departement für Rohstoffe ausgelagert, allerdings durfte Jørn Skov Nielsen den Teil für gesellschaftliche Nachhaltigkeit von Rohstoffprojekten sowie die Bereiche Öl und Wasser unter seinem Departement behalten. 2019 wurde der Nachhaltigkeitsbereich an das Rohstoffdepartement überführt. 2020 trat er als Departementschef zurück. Direkt im Anschluss erhielt er einen Direktorposten bei Greenland Minerals. Jørn Skov Nielsens Wechsel vom Staatswesen in die Privatwirtschaft sorgte für Kritik. Nur ein Jahr später zerbrach die grönländische Regierung wegen des Streits um Kuannersuit.
Von 2000 bis 2002 saß er im Aufsichtsrat von NunaMinerals, von 2006 bis 2010 bei Nunaoil und von 2007 bis 2012 bei Grønlandsbanken. Nach seinem Ausscheiden als Departementschef gründete er das Beratungsunternehmen Amasa.